# Pseudocyclosorus gongshanensis
Pseudocyclosorus gongshanensis är en kärrbräkenväxtart som beskrevs av Ren-Chang Ching och Y. X. Lin. Pseudocyclosorus gongshanensis ingår i släktet Pseudocyclosorus och familjen Thelypteridaceae. Inga underarter finns listade.